# No-erh-t'e-t'a-fan
No-erh-t'e-t'a-fan är ett bergspass i Mongoliet, på gränsen till Kina. Det ligger i den västra delen av landet, 1 300 km väster om huvudstaden Ulan Bator. No-erh-t'e-t'a-fan ligger 2 999 meter över havet.
Terrängen runt No-erh-t'e-t'a-fan är kuperad åt sydost, men åt nordväst är den bergig. Runt No-erh-t'e-t'a-fan är det mycket glesbefolkat, med 2 invånare per kvadratkilometer. Det finns inga samhällen i närheten. Trakten runt No-erh-t'e-t'a-fan består i huvudsak av gräsmarker.
Inlandsklimat råder i trakten. Årsmedeltemperaturen i trakten är −7 °C. Den varmaste månaden är juli, då medeltemperaturen är 10 °C, och den kallaste är januari, med −24 °C. Genomsnittlig årsnederbörd är 215 millimeter. Den regnigaste månaden är juli, med i genomsnitt 39 mm nederbörd, och den torraste är mars, med 5 mm nederbörd.